# Tyrkiet ved sommer-OL 2024
Tyrkiet deltog i sommer-OL 2024 i Paris, Frankrig i perioden 26. juli til 11. august 2024.
Udøvere for Tyrkiet vandt tilsammen otte medaljer, hvoraf tre sølv og fem bronze.

## Medaljer
| 2024 Paris | Guld | Sølv | Bronze | Total |
| Tyrkiet    | 0    | 3    | 5      | 8     |

### Medaljevinderne
| Tyrkiet under sommer-OL 2024 i Paris | Tyrkiet under sommer-OL 2024 i Paris       | Tyrkiet under sommer-OL 2024 i Paris | Tyrkiet under sommer-OL 2024 i Paris | Tyrkiet under sommer-OL 2024 i Paris |
| Medalje                              | Navn                                       | Sport                                | Event                                | Dato                                 |
| ------------------------------------ | ------------------------------------------ | ------------------------------------ | ------------------------------------ | ------------------------------------ |
| Sølv                                 | Yusuf Dikeç Şevval İlayda Tarhan           | Skydning                             | Mixed 10 m air pistol team           | 30. juli                             |
| Sølv                                 | Hatice Akbaş                               | Boksning                             | Damernes 54 kg                       | 8. august                            |
| Sølv                                 | Buse Naz Çakıroğlu                         | Boksning                             | Damernes 50 kg                       | 9. august                            |
| Bronze                               | Mete Gazoz Berkim Tümer Abdullah Yıldırmış | Bueskydning                          | Men's team                           | 29. juli                             |
| Bronze                               | Buse Tosun Çavuşoğlu                       | Brydning                             | Women's 68 kg                        | 6. august                            |
| Bronze                               | Esra Yıldız                                | Boksning                             | Damernes 57 kg                       | 7. august                            |
| Bronze                               | Taha Akgül                                 | Brydning                             | Men's freestyle 125 kg               | 10. august                           |
| Bronze                               | Nafia Kuş                                  | Taekwondo                            | Women's +67kg                        | 10. august                           |